# Tom Nicon
Tom Nicon, né le 22 mars 1988 à Montpellier (France) et mort le 18 juin 2010 à  Milan (Italie), est un mannequin français.

## Éléments biographiques
Tom Nicon a notamment travaillé pour Versace, Burberry, Louis Vuitton, GQ et Vogue.
Le corps de Tom Nicon a été retrouvé le 18 juin 2010 dans la cour d'un immeuble du centre de Milan après qu'il a chuté de quatre étages depuis une fenêtre de l'appartement où il résidait. Cette défenestration a été découverte alors qu'il avait participé à une séance d'essayage le matin même pour Versace et avant sa participation à la Fashion week de Milan. La police a conclu à un suicide probable consécutif à une rupture amoureuse.